# Podejźrzon pojedynczy
Podejźrzon pojedynczy (Botrychium simplex E. Hitchc.) – gatunek rośliny z rodziny nasięźrzałowatych.

## Rozmieszczenie geograficzne
Występuje w Europie, Ameryce Północnej i Japonii. W Polsce znany z 24 stanowisk zlokalizowanych na północy i zachodzie kraju, z których po 1980 r. potwierdzono dwa: nad jeziorem Wierzchowo i nad Jeziorem Kiedrowickim.

## Morfologia

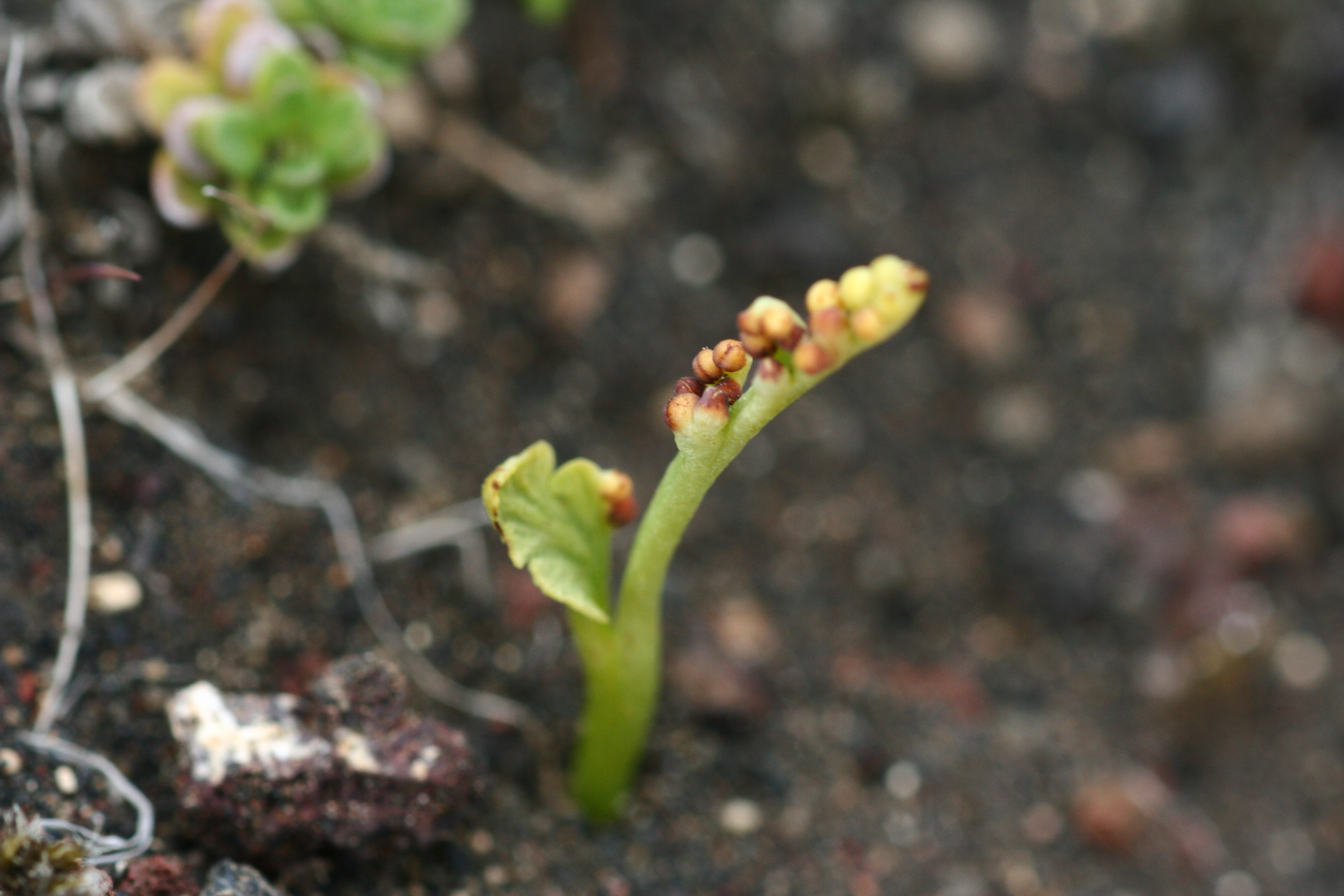
Pokrój

PokrójDrobna roślina do 12 cm wysokości.
LiścieCzęść płonna liścia oddziela się od części zarodnionośnej poniżej połowy jej długości. Jest kolistojajowata, tępa i  pierzasto nacinana. Część zarodnionośna jest dwa razy dłuższa od płonnej, pojedynczo lub podwójnie pierzasta.

## Biologia i ekologia
Bylina, geofit. Zarodnie dojrzewają w maju i czerwcu. Gatunek rośnie na murawach bliźniczkowych i wrzosowiskach.

## Zagrożenia i ochrona
Kategorie zagrożenia gatunku:
- Kategoria zagrożenia w Polsce według Czerwonej listy roślin i grzybów Polski (2006)[5]: E (wymierający, krytycznie zagrożony); 2016: RE (wymarły na obszarze Polski)[6]
- Kategoria zagrożenia w Polsce według Polskiej czerwonej księgi roślin (2001): CR (critical, krytycznie zagrożony); 2014: EX (wymarły)[7]

Gatunek jest objęty konwencja berneńską. Został także umieszczony w załączniku II dyrektywy siedliskowej. Roślina objęta w Polsce ścisłą ochroną gatunkową od 2001 roku.